# Схема Віґерса

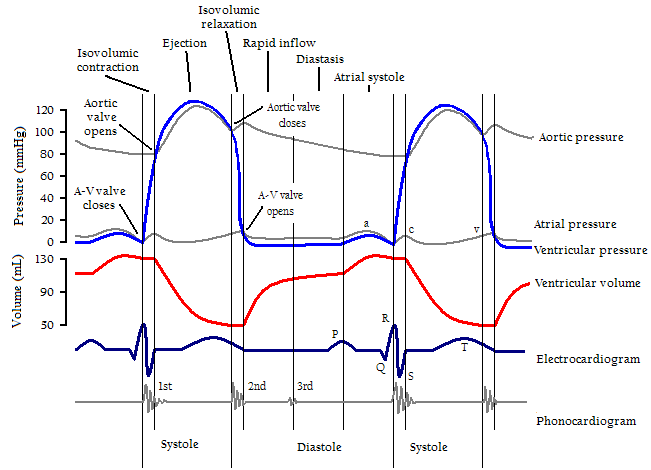
Схема Віґерса відображає фізіологію серцевого циклу.

Схема Віґерса — схематичне зображення змін, що відбуваються протягом серцевого циклу.
Вісь X відображає час, а вісь Y містить інформацію про:
- Кров'яний тиск
  - Тиск в аорті
  - Тиск в лівому шлуночку
  - Тиск в лівому передсерді
- Об'єм шлуночків
- Електрокардіограму
- Фонокардіограму

## Епонім
Схему названо на честь відомого американського фізіолога — Карла Віґерса (Carl John Wiggers).